# Paperoga
Paperoga (Fethry Duck) è un personaggio immaginario della Disney ideato dallo sceneggiatore Dick Kinney e dal disegnatore Al Hubbard. Esordì nella storia Paperino e il fanatico igienista (in originale The Health Nut), pubblicata in Italia su Topolino n. 453, 2 agosto 1964. 
Cugino strambo di Paperino, ha fatto propria la peculiare filosofia di vita del "do it yourself" (cioè fatevelo da soli), tipica della mentalità hippie anni '60, per cui si caccia sempre nei guai con i suoi tentativi di raggiungere uno scopo senza usare la via più convenzionale. Inizialmente nato come uno dei tanti "guastafeste" che tormentano Paperino, e reso invece simile al cugino nelle storie di produzione brasiliana, col tempo si è evoluto, nelle storie italiane, diventando spalla comica del cugino nelle imprese più disparate e talvolta anche protagonista, senza perdere mai l'atteggiamento un po' naïf.

## Origini e caratteristiche
Secondo l'albero genealogico della famiglia dei Paperi realizzato da Don Rosa, Paperoga è figlio di Lulubelle Loon ed Eider Duck, nonché fratello di Abner detto Chiarafonte, un cugino taglialegna abbastanza opportunista che Paperino ha incontrato solo una volta. Il personaggio esordisce nella storia Paperino e il fanatico igienista scritta da Kinney. Oltre al cugino, in queste storie Paperoga prendeva spesso di mira il suo gatto domestico Malachia (Tabby), che cominciò da subito a detestarlo. Un finale molto tipico delle sue storie era, già a quei tempi, quello che lo vedeva inseguito da un personaggio furibondo o da una folla intera per ciò che aveva combinato. Sin dal 1964 venne a Kinney l'idea di contrapporlo a una personalità opposta alla sua ancor più di quella dello stesso Paperino, tutto sommato tollerante, e per questo fu ideato Dinamite Bla (Hard Haid Moe), burbero campagnolo dalla mentalità retrograda che il papero tenta di sfruttare per le sue strambe idee, con esiti ovviamente poco felici.
Già nella storia d'esordio Paperoga si presenta vestito con un maglione e un cappello rosso di lana (il cappello, secondo quanto da lui stesso affermato, va sempre indossato per mantenere calda la testa così da rilassarsi) che evidenziano una certa introversione, ed è uno dei pochi paperi a sfoggiare una capigliatura lunga e disordinata: nelle primissime storie un caschetto di folti capelli biondi, poi pochi capelli lunghi e ribelli. Paperoga è un papero girovago, infatti nella storia d'esordio (come anche in Paperino e quel matto d'un cugino, la prima storia pubblicata in America nel 1966) arriva a Paperopoli in aereo, come se vivesse in un'altra parte degli Stati Uniti, e infatti Paperino, pur ricordando di aver notato in passato certe sue stramberie, è all'inizio ignaro di che cosa realmente lo aspetta, lasciando presumere che i due siano cresciuti in località diverse; nella sua seconda storia, Paperino e la tessitura della felicità (1964), Paperoga arriva ancora in treno, ma dalla sua terza apparizione risulterà definitivamente trasferito a Paperopoli. Curioso e sempre assorbito dalla passione del momento, in Paperino e il fanatico igienista lo yoga (ragion per cui il nome venne tradotto in italiano come Papero+yoga), cerca in tutti i modi di inculcare questa disciplina a Paperino. Una caratteristica fondamentale di questo Paperoga delle storie di Kinney che lo differenzia da quello di oggi è però l'opportunismo: egli è consapevole di arrecare fastidio (anche perché è molto intelligente), ma persevera nel suo intento sfruttando la disponibilità altrui, e usa l'atteggiamento naif quasi come una copertura; del resto in alcune storie arriva quasi a fare concorrenza a suo cugino per apparire dolce e sensibile agli occhi di Paperina, entrando a far parte della schiera degli insopportabili guastafeste di quel periodo Disney, da Cip e Ciop all'orso Onofrio. 
Con gli anni, e in particolare quando alla fine del decennio il prolifico Tony Strobl subentra a Hubbard ai disegni, Paperoga inizia a interagire anche con il ricco zio (acquisito) Paperone, con Paperina e gli altri familiari, che comunque hanno imparato tutti molto presto a tenersi alla larga da lui; nelle storie di Strobl apparse in Italia nei primi anni settanta Paperoga possedeva anche un cane, chiamato in Italia Arcibaldo. Con l'inserimento di Paperon de' Paperoni tra i due nipoti, le storie con Paperoga confluiscono negli anni '70 nella fruttuosissima serie del Papersera, ovvero il giornale dello zione i cui unici maldestri e pigri cronisti sembrano essere proprio i due cugini; nel corso degli anni '70, però, il personaggio viene presto dimenticato, e la sua popolarità si stabilirà piuttosto nella produzione brasiliana e italiana.

## Nel mondo
Il personaggio di Paperoga ha seguito alterne vicende a seconda delle diverse scuole di fumetti Disney: mentre in America veniva dimenticato, nel resto del mondo generalmente è stato utilizzato, ma a intermittenza, ciò a causa del fatto che fosse difficile interpretare correttamente la sua personalità, comunque abbastanza complessa, e che l'errore comune fosse quello di considerarlo come una sorta di "gemello sciocco" di Paperino. In altri casi, Paperoga è stato reso uguale a Pippo, ma se da un lato possiede effettivamente la fantasia e l'atteggiamento romanticamente sognatore propri dell'amico di Topolino, dall'altro presenta un carattere più sfacciato e irrequieto, mentre Pippo conduce placidamente la sua vita secondo il personalissimo "pensiero laterale". Il Paperoga delle origini è stato recuperato, e anche evoluto e approfondito, nelle storie di produzione italiana.

### Italia
Le storie americane con il personaggio non passano inosservate in Italia e già nel 1966 Giovan Battista Carpi disegna la prima storia italiana di Paperoga, Paperino e l'esperto del bosco, nella quale Paperoga ha ancora la caratterizzazione americana di guastafeste; Luciano Bottaro, in Paperino e le vacanze nel vecchio west (1969), sceneggiata da Carlo Chendi, propone, con un tratto molto simile a quello di Hubbard, un Paperoga più protagonista, capace di vivere gag in prima persona senza il cugino e abbastanza simile a quello brasiliano che si svilupperà di lì a poco; fino alla metà degli anni '70, comunque, le storie italiane con il personaggio rimangono sporadiche e limitate alla coppia Paperino-Paperoga, il personaggio non si integra con il resto dell'universo Disney e i grandi maestri del periodo come Guido Martina e Romano Scarpa lo utilizzeranno sempre poco. Nel decennio successivo però, i nuovi traini della redazione di Topolino diventano altri autori come Giorgio Pezzin (sceneggiatore) e disegnatori quali Massimo De Vita e Giorgio Cavazzano, che già dagli anni '70 avevano rilanciato il personaggio, per recuperare le potenzialità da "geniale strambo" dei fumetti degli esordi, ma smussandone il carattere così da renderlo più simpatico: in linea con lo sviluppo visto nelle storie americane, egli diventa più ingenuo e bonario e perde l'originario opportunismo e la malizia mostrati in precedenza, è spesso in coppia con Paperino, con il quale forma un duo molto affiatato nelle imprese più disperate e sconclusionate, che sovente finiscono con una fuga dallo zio Paperone infuriato che li aveva incaricati di compiere una missione, illudendosi di una buona riuscita. Nell'ambito di queste storie (la prima è Paperino e la visita distruttiva del 1974, che li vede al soldo di Paperone contro Rockerduck) i due tornano spesso a lavorare alla redazione del Papersera, e dagli anni '80 Paperoga risulta essere diventato ormai un personaggio fisso. Delle avventure scritte da Giorgio Pezzin, comunque, alcune verranno pubblicate anche negli USA: la prima è del 1976, Paperino e il croccante al diamante, quindi Paperoga e l'isola a motore.
Alla fine degli anni '80, di Paperoga, ormai sempre più presente nelle storie con i paperi, si tendono ad accentuare la stramberia e la stupidità per renderlo un personaggio meno dinamico, a favore della possibilità di averlo protagonista di gag sempre più assurde (e facili da realizzare), un po' come Pippo. Si vengono così a creare due differenti interpretazioni del personaggio, e dagli anni '90, accanto al grosso degli autori che lo utilizzano come lo "scemo" della banda dei paperi, altri che hanno deciso di riprenderlo seriamente sono stati Nino Russo, Carlo Gentina e soprattutto Enrico Faccini, il quale realizza una versione personalissima e molto popolare del cugino di Paperino, recuperando il Paperoga dinamico e prorompente che fa coppia col cugino in avventure spassose e surreali; condisce la sua caratterizzazione con un po' della malizia e dell'orgoglio della versione americana originaria da una parte, così da renderlo più credibilmente umano e permettere al lettore di immedesimarsi in lui, con una vena di follia dall'altra, per sfruttare al massimo le sue potenzialità comiche: il risultato è una "reinvenzione" italiana del personaggio, il quale è definitivamente un membro imprescindibile della famiglia dei paperi e appare geniale e pasticcione, entusiasta e fantasioso, romantico e sensibile, "folle" a causa della propria irruenza e ferrea volontà di fare le cose a modo proprio, senza mai chiedere l'aiuto di un vero esperto; grande amico di Paperino, che lo tiene a debita distanza ma spesso è sciocco e inetto abbastanza da continuare a supportarlo.
Il personaggio è stato parallelamente inserito anche in vari filoni, come dal 1995 la serie Elementare, Paperoga! in cui si improvvisa investigatore con l'imbranato detective Umperio Bogarto, mentre nella saga Le storie della Baia nata nel 2001 compare tra gli altri Paper Hoog, che rispetto a Paperoga è un po' meno scatenato e imbranato e fa coppia con Moby Duck. Nel 2017 esordisce Ridi Paperoga, rivista umoristica edita dalla Panini Comics ideata e realizzata da Tito Faraci, Marco Bolla e Sio. Le pubblicazioni sono iniziate il 25 maggio per poi cessare il 25 agosto. Contiene molti fumetti e articoli inediti, molto divertenti, però Paperoga insiste sulla loro serietà.
Va ricordato che l'autore Romano Scarpa creò, nello stesso anno in cui debuttava Paperoga, il cugino Sgrizzo Papero, pazzoide e incontenibile, e dunque radicalmente diverso dal Paperoga moderno ma comunque spesso confuso con lui a causa dell'inclinazione per le stramberie, per quanto la profonda ingenuità bonaria di Paperoga sia meno presente in Sgrizzo; quest'ultimo peraltro, proprio per la personalità imprevedibile, non è mai stato ripreso abbastanza da diventare personaggio fisso.

### Brasile
In Brasile il personaggio è noto come Peninha, ed è diventato un mattatore assoluto in tantissime storie pubblicate per decenni. Utilizzato dagli autori della casa editrice Abril fin dal 1972, diventa protagonista di una lunga serie di storie demenziali di genere assurdo. Gli artisti brasiliani finiscono per preferirlo a Paperino, pur appiattendone la personalità per renderlo protagonista (è qui in particolare che viene reso un gemello sciocco di Paperino), poiché mantengono la personalità placida e ingenua che gli era stata data già in America con le storie del Papersera e che si presta a vederlo facilmente vittima delle disavventure più inverosimili; poi, gli regalano anche un'identità segreta, Paper Bat, e riprendendo l'idea delle Grandi Parodie Disney e delle storie in costume, lo calano in nuovi contesti storici, letterari, fumettistici: diventa così Pena Kid (Paper Kid), un pistolero del selvaggio west; Pena das Selvas (il papero della foresta), parodia di Tarzan; Pena Submarino (Paperblub), principe di Atlantide come Namor, dal quale riprende in parte l'aspetto; Indiana Pena, parodia di Indiana Jones; Pena Gordon, parodia di Flash Gordon e Penado, ispirato al Phantom di Lee Falk. Infine gli regalano anche una fidanzata, Gloria, anche lei con un'identità segreta, Farfalla Purpurea, e un nipote altrettanto esplosivo, Pennino, presente anche in molte storie italiane (nel 1999 è protagonista di una serie dal titolo Impareggiabile Pennino! di Gianfranco Cordara e Valerio Held). È facile notare come gli sia stato costruito attorno un microcosmo identico a quello di Paperino (fidanzata, nipote, identità segreta, vicini molesti), proprio per l'uso che è stato fatto di Paperoga in questa nazione.

### Norvegia
In Norvegia il personaggio è noto come Klodrik, ma per molto tempo non è stato utilizzato; il successo del personaggio è oggi notevole. Lo scrittore norvegese Jon Gisle, nel 1971, nel suo libro Donaldism, gli aveva dedicato un intero capitolo, analizzandone attentamente la psicologia; il suo lavoro di studio non si fermava a questo e lo portava a ideare una vera e propria filosofia: il klodrismo, dal nome norvegese del personaggio. Secondo Gisle, gli anni klodristi sono quelli che vanno dal 1964 al 1967, quando il personaggio tratteggiato da Kinney e Hubbard incarna la vera e più importante rottura con l'epopea barksiana, in seno alla quale erano nati Paperone, Gastone, Archimede e tanti altri, e che in quegli anni si avviava alla sua conclusione.

### Danimarca
Nel 2000 lo studio di César Ferioli Pelaez ne cura il look di nuove storie realizzate per il mercato danese. Lavorano sulle sue storie artisti come José Maria Millet Lopez, Marsal Abella Bresco, Jose Maria Manrique e sceneggiatori come Dave Rawson, Sarah Kinney, Stefan Petrucha, David Gerstein, Lars Jensen.

### Alter ego
Paperoga possiede un'identità segreta di creazione brasiliana, ma diffusa anche in Italia: Paper Bat, supereroe imbranatissimo e sgangherato dal mantello rosso come Superman e dalla tuta grigio-viola come il Batman della serie televisiva degli anni '60 con Adam West, che agisce nelle tenebre notturne e immancabilmente inciampa in qualche bidone della spazzatura facendo così svegliare e infuriare il vicinato.

## Apparizione inDuckTales

Paperoga in una scena di DuckTales.

La prima apparizione di Paperoga nell'animazione è avvenuta nel 2018, nella serie televisiva DuckTales. Il personaggio appare nell'episodio Gli abissi del cugino Paperoga ("The Depths of Cousin Fethry!"), come custode di una delle stazioni marine di Paperone, dove riceve la visita di Qui e Quo (che lo scambiano per uno scienziato) ed è un ex-Giovane Marmotta. In tale occasione Paperoga è doppiato da Tom Kenny nella versione originale e da Edoardo Stoppacciaro in italiano. Apparirà successivamente anche nei finali della seconda e della terza stagione pur non ricoprendo ruoli di particolare rilievo.